# Gunter Jess

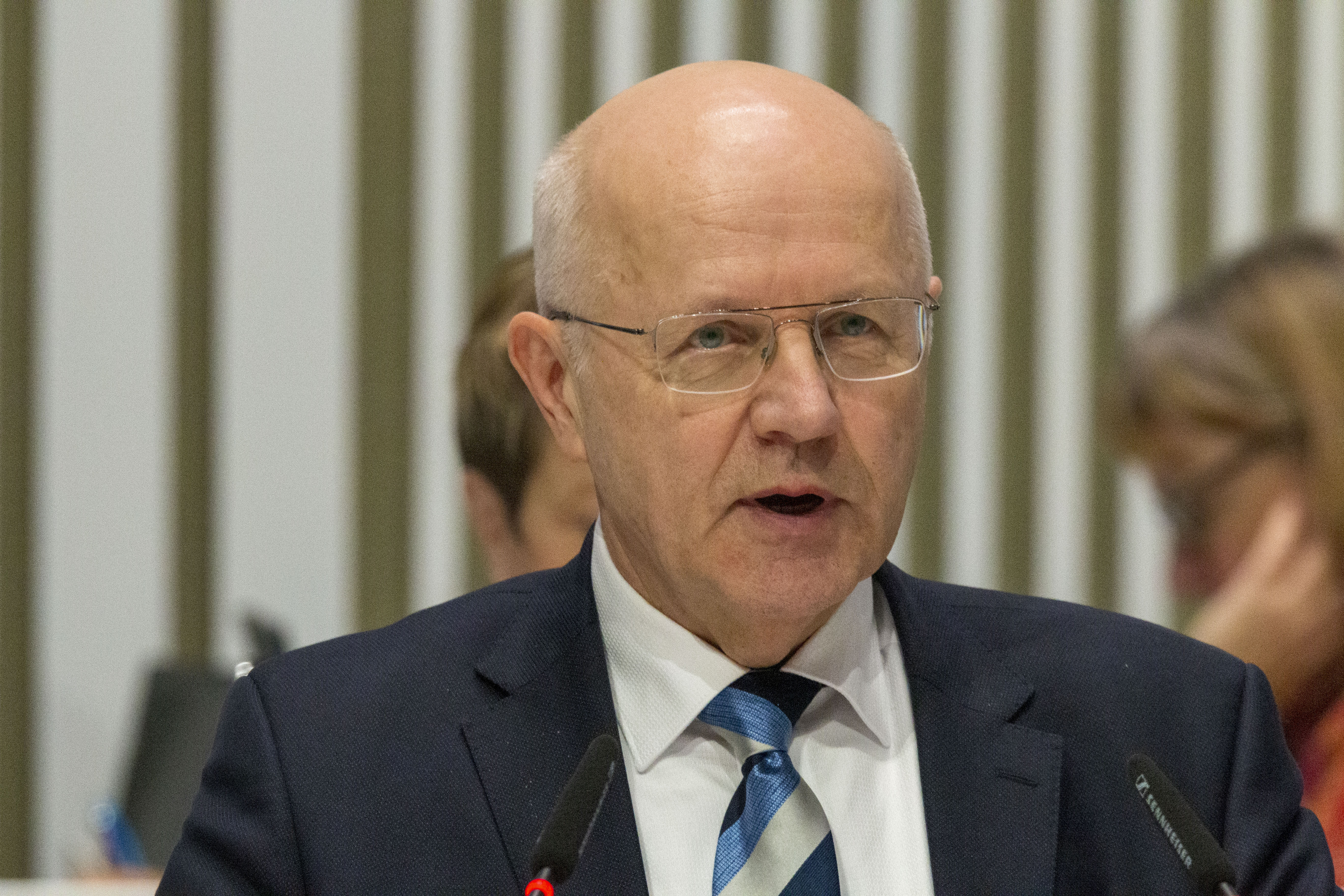
Gunter Jess, 2020

Gunter Jess (* 28. Oktober 1951 in Pinnow bei Anklam) ist ein deutscher Biochemiker und Politiker (AfD, vorher CDU und Ost-CDU). Von 2016 bis 2021 war er Abgeordneter im Landtag von Mecklenburg-Vorpommern.

## Leben
Jess studierte 1970 bis 1974 Verfahrenschemie an der Ernst-Moritz-Arndt-Universität in Greifswald und wurde 1984 in einer externen Promotion zum Dr. rer. nat. im Fach Biochemie promoviert. Seit 1974 ist er im Gesundheitswesen tätig. Er war 1974 bis 1984 Wissenschaftlicher Mitarbeiter am Bezirks-Hygiene-Institut Rostock in Greifswald und 1984 bis 1991 Wissenschaftlicher Assistent am Institut für Biochemie der Ernst-Moritz-Arndt-Universität. 1990 bis 1991 war er gleichzeitig Vertreter der Wissenschaftlichen Assistenten im Leitungsgremium des Universitätsklinikums (Dekanatsrat) der Ernst-Moritz-Arndt-Universität, bevor er 1991 die Dezernatsleitung am Universitätsklinikum Greifswald übernahm. Ab 2006 war er mit dem Aufbau und der Leitung der heutigen Stabsstelle Revision & Compliance an der Universitätsmedizin Greifswald befasst.

## Politik
Gunter Jess war von 1977 bis 1990 Mitglied der Blockpartei Ost-CDU und ab 1990 bis Ende 2011 Mitglied in der CDU. In den Jahren 1989/1990 war er Mitglied des Untersuchungsausschusses zur Auflösung der Staatssicherheit der DDR und von  1993 bis 2001 Mitglied der Bürgerschaft der Hansestadt Greifswald (CDU). 
Er trat im Februar 2013 in die AfD ein und war Mitbegründer des Landesverbandes und des Kreisverbandes Vorpommern-Greifswald der AfD. Von 2013 bis 2014 war er als Beisitzer Mitglied des Landesvorstandes der AfD. Seit 2015 ist er Abgeordneter der AfD im Kreistag Vorpommern-Greifswald. Als Kreistagsabgeordneter unterstützte er einen Antrag der rechtsextremen NPD, der Landkreis solle die evangelische Kirchengemeinde Wolgast auffordern, einem Flüchtling aus Mali kein Kirchenasyl zu gewähren. Jess begründete dies damit, dass die Aufnahme durch die Kirche „Rechtsbruch“ sei, Kirchenasyl existiere rechtlich nicht.
Bei der Landtagswahl in Mecklenburg-Vorpommern 2016 wurde er über die Landesliste der AfD in den Landtag von Mecklenburg-Vorpommern gewählt.
Von Januar 2018 bis 2021 war Jess Vorsitzender des Finanzausschusses im Landtag. Nach dem Ende der Legislaturperiode 2021 schied er aus dem Landtag aus.

## Privates
Gunter Jess ist verheiratet und hat drei erwachsene Kinder. Er wohnt in Greifswald.

## Werke
- Beitrag zur Analytik des Thiocyanats (SCN*) in biologischen Materialien und zur Thiocyanatassoziation an Proteine, Greifswald 1984. (Dissertation)
- Interne Revision der Instandhaltung technischer Systeme im Krankenhaus in: Zeitschrift Interne Revision, Fachzeitschrift für Wissenschaft und Praxis, Berlin 2010.